# یوشیزومی ایشیهارا
یوشیزومی ایشیهارا (ژاپنی: 石原 良純؛ زاده ۱۵ ژانویهٔ ۱۹۶۲) مجری آب‌وهوا، شخصیت تلویزیونی و بازیگر ژاپنی است. وی در ۱۵ ژانویه ۱۹۶۲ در زوشی در استان کاناگاوا زاده شد. او در سال ۱۹۸۰ به دانشگاه کیئو وارد شد و اقتصاد خواند.